# Syncope
|  | No s'ha de confondre amb Síncope. |

Syncope és un gènere de granotes de la família Microhylidae.

## Taxonomia
- Syncope antenori (Walker, 1973).
- Syncope carvalhoi (Nelson, 1975).
- Syncope tridactyla (Duellman & Mendelson, 1995).